# Claude Markham
Claude Markham es un deportista maltés que compitió en atletismo adaptado y snooker adaptado. Ganó dos medallas en los Juegos Paralímpicos de Verano, bronce en Roma 1960 y bronce en Tokio 1964.

## Palmarés internacional
| Juegos Paralímpicos | Juegos Paralímpicos | Juegos Paralímpicos | Juegos Paralímpicos |
| Año                 | Lugar               | Medalla             | Prueba              |
| ------------------- | ------------------- | ------------------- | ------------------- |
| 1960                | Roma (Italia)       | Medalla de bronce   | Peso B              |

| Juegos Paralímpicos | Juegos Paralímpicos | Juegos Paralímpicos | Juegos Paralímpicos      |
| Año                 | Lugar               | Medalla             | Prueba                   |
| ------------------- | ------------------- | ------------------- | ------------------------ |
| 1964                | Tokio (Japón)       | Medalla de bronce   | Paraplejia clase abierta |